# نزاع شط العرب
تشير اشتباكات شط العرب إلى الاشتباكات التي وقعت في منطقة شط العرب من عام 1936 حتى عام 1980 عام اندلاع الحرب العراقية الإيرانية. تعتبر قناة شط العرب قناة مهمة لصادرات الدولتين من النفط، وفي عام 1937، وقعت إيران والعراق المستقلان حديثًا معاهدة لتسوية النزاع. وفي اتفاق الجزائر لعام 1975، قدم العراق تنازلات إقليمية - بما في ذلك ممر شط العرب المائي - في مقابل علاقات طبيعية. وفي مقابل اعتراف العراق بأن الحدود على الممر المائي تمتد على طول نهر خط‌ القعر بأكمله، أنهت إيران دعمها للمقاتلين الأكراد العراقيين.

## الخلفية
منذ الحروب العثمانية الفارسية في القرنين السادس عشر والسابع عشر، خاضت إيران (المعروفة باسم «بلاد فارس» قبل عام 1935) والعثمانيين حربهما في العراق (الذي عُرف آنذاك باسم بلاد الرافدين) والسيطرة الكاملة على شط العرب حتى توقيع معاهدة زهاب في 1639 التي وضعت الحدود النهائية بين البلدين. :4

## الاشتباكات

### توترات بين إيران البهلوية والعراق
تعتبر شط العرب قناة مهمة لصادرات الدولتين من النفط، وفي عام 1937، وقعت إيران والعراق المستقل حديثًا معاهدة لتسوية النزاع. في نفس العام، انضمت إيران والعراق إلى معاهدة سعد آباد، وظلت العلاقات بين الدولتين جيدة لعدة عقود بعد ذلك.

### توترات إيران البهلوية والعراق البعثي

#### أزمة في العلاقات 1969-1974
في أبريل 1969، ألغت إيران معاهدة 1937 بشأن شط العرب، وبالتالي توقفت عن دفع الرسوم للعراق عندما استخدمت سفنها الممر المائي. يمثل إلغاء إيران للمعاهدة بداية فترة من التوتر العراقي الإيراني الحاد الذي استمر حتى اتفاق الجزائر لعام 1975. في عام 1969، صرح صدام حسين، نائب رئيس الوزراء العراقي، قائلًا: «إن نزاع العراق مع إيران مرتبط بخوزستان، التي تعد جزءًا من أرض العراق وتم ضمها إلى إيران أثناء الحكم الأجنبي».

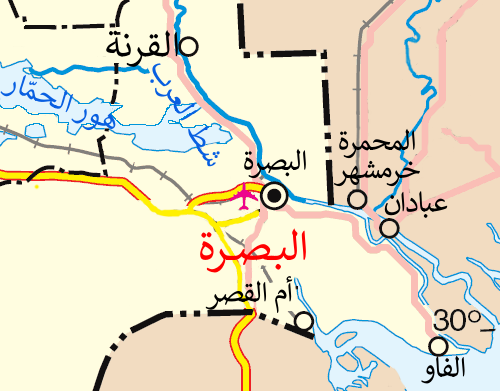
شط العرب على الحدود العراقية الإيرانية

في عام 1971، قطع العراق (الخاضع الآن لحكم صدام الفعلي) العلاقات الدبلوماسية مع إيران بعد المطالبة بحقوق السيادة على جزر أبو موسى وطنب الكبرى والصغرى في الخليج العربي عقب انسحاب البريطانيين. وكرد فعل على مطالبة العراق بخوزستان (الأحواز)، أصبحت إيران الراعي الرئيسي للمتمردين الكرد العراقيين في أوائل سبعينيات القرن الماضي، حيث أعطت قواعد للكرد العراقيين في إيران وسلحت الجماعات الكردية. وبالإضافة إلى قيام العراق بإثارة النزعة الانفصالية في خوزستان وبلوشستان في إيران، فقد شجعت الدولتان الأنشطة الانفصالية التي قام بها القوميون الكرد في الدولة الأخرى.

#### الاشتباكات العسكرية 1974-75
من مارس 1974 إلى مارس 1975، خاضت إيران والعراق مناوشات على الحدود بشأن دعم إيران للأكراد العراقيين. في عام 1975، شن العراقيون هجومًا على إيران باستخدام الدبابات، مع أن الإيرانيين هزموهم. وقعت عدة هجمات أخرى؛ ومع ذلك، كان لإيران خامس أقوى جيش في العالم في ذلك الوقت، والذي هزم العراقيين بسهولة بقواته الجوية. لقد قُتل حوالي 1000 شخص خلال اشتباكات 1974-75 في شط العرب. نتيجة لذلك، قرر العراق عدم الاستمرار في الحرب، واختار بدلًا من ذلك تقديم تنازلات إلى طهران لإنهاء التمرد الكردي. في اتفاق الجزائر لعام 1975، قدم العراق تنازلات إقليمية - بما في ذلك ممر شط العرب المائي - في مقابل علاقات طبيعية. في مقابل اعتراف العراق بأن الحدود على الممر المائي تمتد على طول نهر خط‌ القعر بأكمله، أنهت إيران دعمها للمقاتلين الأكراد العراقيين.

### بعد الثورة الإيرانية
ومع أهداف العراق باستعادة شط العرب، بدا أن الحكومة العراقية ترحب في البداية بالثورة الإيرانية، التي أطاحت بالشاه الإيراني، الذي كان ينظر إليه على أنه عدو مشترك. في 17 سبتمبر 1980، ألغى العراق فجأة اتفاقية الجزائر عقب الثورة الإيرانية. ادعى صدام حسين أن جمهورية إيران الإسلامية رفضت التقيد بأحكام الاتفاقية، وبالتالي، اعتبرها العراق باطلةً ولاغية. بعد خمسة أيام، عبر الجيش العراقي الحدود.